# Neoplanorbis carinatus
Neoplanorbis carinatus fue una especie de molusco gasterópodo de la familia Planorbidae en el orden de los Basommatophora.

## Distribución geográfica
Fue  endémica de Estados Unidos.     